# Västergötlands runinskrifter 12
Västergötlands runinskrifter 12, även känd som djävulsstenen, är en vikingatida runsten i Storegården, Hindsberg, Leksbergs socken och Mariestads kommun. Runstenen består av gnejs och är 95 centimeter hög, 83 centimeter bred och 30 centimeter tjock. Runhöjden är mellan 10 och 15 centimeter. Ristningarna vetter mot Ö och SÖ. Enligt Västergötlands runinskrifter lyder inskriften: "Olov Nacke ... femton gårdar ... Alla må skända(?) Göt ..." Enligt excerptuppgifter lär den saknade delen till runstenen ha lagts som fyllnadsmaterial i stengrunden till Haggårdens ladugård. Denna är nu riven och framträder som en delvis frilagd stengrund på 26 x 15 meter. Grunden är delvis dold av sentida dumpmassor och vittrad betong. Enligt undersökning år 1988 (ATA dnr 4340/88) av västra delen av grunden till ladugården fanns inte den avslagna biten av runstenen där. Olov nacke omnämns även i runinskriften Vg 9. 

## Källor

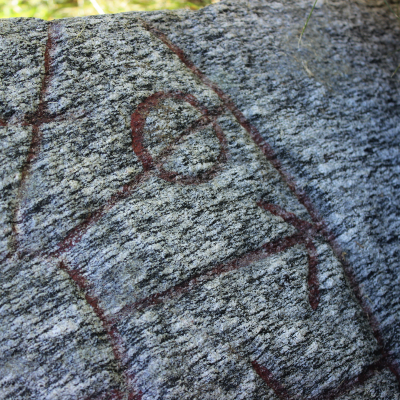
Detalj av runsten Vg 12

## Inskriften
Translitterering av runraden:
§A ol(a)f(r) : hnaki : -... ...ra : famtan : (b)o : kan-þis... ...n(m)... ...(i)rþi : s---... 
§B × alir : kaut : siar(þ)... ...
Normalisering till runsvenska:
§A Olafʀ Hnakki ... ... femtan bo ... ... ... ... 
§B Alliʀ Gaut siarð[i](?) ...
Översättning till nusvenska:
Olov nacke... femton gårdar... Alla må skända Göt...